# Maximilian Streck
Maximilian Streck (* 18. Oktober 1873 in Pfarrkirchen; † 25. März 1945 in Fürstenfeldbruck) war ein deutscher Altorientalist.
Maximilian Streck, der Sohn eines Rechtsanwalts, besuchte die Volksschule und das Gymnasium in Straubing und studierte ab 1893 Orientalistik an den Universitäten in München und Leipzig, wo ihn besonders Albert Socin und Heinrich Zimmern beeinflussten. 1898 wurde er an der Universität Leipzig zum Dr. phil. promoviert. Anschließend kehrte Streck an die Universität München zurück und habilitierte sich dort 1900 bei Fritz Hommel für Semitische Philologie. Noch im selben Jahr wechselte er an die Berliner Universität, zum Sommersemester 1905 an die Universität Straßburg.
1908 wurde Streck als außerordentlicher Professor für Semitische Philologie, Türkisch und Neupersisch an die Universität Würzburg berufen. 1916 wurde das Extraordinariat in einen Lehrstuhl umgewandelt und Streck zum außerordentlichen Professor mit Rang, Titel und Rechten eines Ordinarius ernannt. Streck blieb in diesem Amt bis zu seiner Emeritierung 1939.
Als Forscher und akademischer Lehrer war Streck ein Generalist. Er spezialisierte sich auf die schriftlichen Hinterlassenschaften Vorderasiens und rekonstruierte daraus die Geschichte verschiedener Regionen im Altertum. Seine umfassende, ausführlich kommentierte Edition der Schriften aus der Zeit des Assurbanipal (1916) ist ein grundlegendes Werk und bis heute (Stand: 19. Januar 2013) nicht ersetzt.

## Schriften (Auswahl)
- Armenien, Kurdistân und Westpersien, nach den babylonisch-assyrischen Keilinschriften. Leipzig 1898 (Teildruck der Dissertation)
  - Armenische Übersetzung: Hayastan, K'rdastan ew Arewmtean Parskastan babelakan-asorestaneay sepagrerow hamajayn. Wien 1906
- Die alte Landschaft Babylonien nach den arabischen Geographen. Zwei Teile, Leiden 1900–1901 (erweiterte Habilitationsschrift). Nachdruck Frankfurt am Main 1986
- Keilinschriftliche Beiträge zur Geographie Vorderasiens. Berlin 1906
- Assurbanipal und die letzten assyrischen Könige bis zum Untergange Niniveh’s. Drei Teile, Leipzig 1916. Nachdruck Leipzig 1975
  - Teil 1: Einleitung: Das urkundliche Material, Chronologie und Geschichte
  - Teil 2: Texte: Die Inschriften Assurbanipals und der letzten assyrischen Könige
  - Teil 3: Register: Glossar, Verzeichnis der Eigennamen, Schluss-Nachträge und kleinere Berichtigungen
- Seleucia und Ktesiphon. In: Der Alte Orient. Band 16, (Leipzig) 1917, Heft 3–4, S. 1–64.